# 清湖乡
清湖乡，是中华人民共和国江西省上饶市弋阳县下辖的一个乡镇级行政单位。

## 行政区划
清湖乡下辖以下地区：
瑚琳村、虎山村、龙山村、栗塘村、清湖村和庙脚村。

## 交通
- 沪昆铁路：河潭埠站